# Ōi (Schiff, 1921)
Die Ōi (jap. 大井) war ein Leichter Kreuzer der kaiserlich japanischen Marine. Sie gehörte zur fünf Schiffe umfassenden der Kuma-Klasse. Benannt wurde der Kreuzer nach dem Fluss Ōi in der Präfektur Shizuoka.
Das Schiff wurde von Kawasaki in Kōbe gebaut und 1921 in Dienst gestellt. Es nahm am Pazifikkrieg teil, wurde für außergewöhnliche Einsatzzwecke umgebaut, bevor es am 19. Juli 1944 von einem U-Boot versenkt wurde.

## Modifizierungen und Umbauten
Die Ōi wurde 1938 auf Kesselanlagen mit einer Ölfeuerung umgerüstet und die Flugabwehr durch zwei 7,7-mm-L/80-Typ-92-Maschinengewehre verstärkt. 1940 entfernte man die 8,0-cm-L/40-Kanonen des Typs 3 und ersetzte sie durch zwei 25-mm-L/60-Typ-96-Zwillingsmaschinenkanonen.

### Torpedoträger
Um 1934 entwickelte die Marine eine neue Strategie auf Basis eines neuen Torpedotyps mit großer Reichweite. Man beschloss schließlich die Ōi zu einem Torpedoträger umzubauen, der als Teil der Gesamtstrategie der Marine, eine feindliche Schlachtflotte aus dem Schutz der Dunkelheit heraus mit einer großen Zahl an überlegenen Torpedos angreifen sollte. Der so dezimierte Gegner sollte dann von der japanischen Schlachtflotte besiegt werden.
Dazu verbaute man zehn Vierlingssätze für 61-cm-Typ-93-Torpedos an den Schiffsseiten und entfernte die achtere Hauptartillerie. Lediglich die vier 14,0-cm-L/50-Jahr-3-Geschütze auf dem Vorschiff und seitlich der Brücke blieben erhalten. Zwei weitere Flugabwehrmaschinenkanonen wurden verbaut, und die Feuerleitgeräte auf den Schwerpunkt Torpedoeinsatz geändert.

### Truppentransporter
Basierend auf der veränderten strategischen Lage nach der Schlacht um Midway beschloss man im Sommer 1942, die vier achtern Vierlingstorpedosätze von Bord zu geben und Ōi und  Kitakami zu Truppentransportern umzubauen. Die Flugabwehr wurde durch zwei 25-mm-L/60-Typ-96-Drillinge verstärkt. Man nahm zwei 14-m-Landungsboote an Bord und brachte Abwurfschienen für Wasserbomben an. Zuletzt war die Zahl der Torpedorohre auf vier Vierlinge reduziert, wobei das vordere Paar entfernt und die verbleibenden nach achtern verschoben wurden.

## Werdegang
Gemäß den Bestimmungen des Flottenkonferenz in London vom Oktober 1930 musste die Ōi zum Teil demilitarisiert werden. Während die anderen leichten  Kreuzer mit Flugzeugkatapulte ausgerüstet wurden, konnten auf Ōi und ihrem Schwesterschiff Kitakami nur die Teile der Anpassungen der Brückenaufbauten umgesetzt werden, bei der die Leichten Kreuzer mit zusätzlichen Beobachtungsplattformen als Teil eines verstärkten, vorderen Mastes ausgestattet wurden.
1934 war sie als Trainingsschiff für Artilleristen der Marineschule in Kure zugeteilt.
Am 26. September 1935 wurden die Kreuzer Ōi, Kitakami und der Kreuzer Kinu in einem Taifun durch Wellenschlag erheblich beschädigt. Die Marine entschloss sich daraufhin alle leichten Kreuzer der Klassen Kuma-, Sendai-, Nagara- nachzurüsten, die Rümpfe zu verstärken und die Decksaufbauten zu reduzieren um die Stabilität zu verbessern.
1936 stellte man die Ōi erneut zu Ausbildungszwecken an den Marinestützpunkt in Kure ab.
1937 wurde die Ōi zur Blockade des chinesischen Handelsschiffsverkehrs abkommandiert und gegen Ende des Jahres in die Reserve verlegt. Man begann mit dem Umbau der Maschinenanlagen und später mit dem Umbau zum Torpedoträger, was bis kurz vor Kriegsbeginn 1941 andauerte.

### Zweiter Weltkrieg
Ende Januar 1941 bildete die Ōi die Eskorte für einen Truppentransport von Japan nach Magong, Teil einer Inselgruppe vor Taiwan. Anschließend führte sie Sicherungsaufgaben aus.
Im Zusammenhang mit den japanischen Expansionsbestrebungen lief Ōi als Teil einer der Flotten aus, die die Midwayinseln besetzten sollten. Nach der Schlacht um Midway beschloss man sich das Schiff für Transportaufgaben umzubauen. Der Umbau dauerte bis zum September 1942.
Nach ihrem Umbau zum Transportern wurden Ōi und Kitakami im Herbst 1942 zum Transport von Truppen im Zusammenhang mit der Schlacht um Guadalcanal abkommandiert. Ōi brachte dabei Truppen nach Truk und Rabaul.
Anfang 1943 bis zum Mai 1943 führte sie, gemeinsam mit ihrem Schwesterschiff Kitakami, mehrere Transportfahrten nach Neuguinea durch, um die Einheiten der Kaiserlich Japanischen Armee dort mit Truppen zu verstärken, die zuvor in China stationiert waren.
Sie führte in der zweiten Oktoberwoche 1943 Transportfahrten nach Car Nicobar und Anfang November nach Port Blair auf den Andamanen durch. Bis Januar 1944 blieb sie in Singapur als Wachschiff.
Anfang Februar 1944 wurde sie abgestellt um in der Flottenoperation „SA-1“ mitzuwirken, bei der sie mit dem Leichten Kreuzer Kinu und den Zerstörern Uranami, Shikinami und Amagiri, die Schweren Kreuzer Aoba, Tone und Chikuma begleiten sollte. Der Einsatz wurde Ende März abgesagt und sie kehrte am 25. nach Singapur zurück. Die Ōi transportierte in der Folge Flugfeldpersonal von Singapur nach Davao, wo sie im Mai 1944 Truppen aufnahm, die sie nach Sorong brachte.

### Untergang
Nach der Truppentransportmission sollte sie mit Zwischenstopp in Manila zurück nach Singapur verlegen. Einige Zeit nachdem das Schiff am 19. Juli 1944 den Hafen von Manila verlassen hatte, wurde es gegen Mittag an Backbord, an der achtern Schiffshälfte, von zwei Torpedos getroffen, die das U-Boot USS Flasher vier Minuten zuvor abgesetzt hatte. Nur eine der Waffen explodierte. Der Treibstoff in einem der Tanks der Ōi geriet in Brand und einer der Maschinenräume lief voll.
Wegen der schweren See scheiterte ein zweiter Angriff des U-Bootes, aber das Wasser im Rumpf der Ōi stieg auch schneller an und setzte bald einen weiteren Maschinenraum außer Funktion, so dass der Kreuzer gestoppt liegenblieb. Ein Versuch, das Schiff durch den Zerstörer Shikinami abzuschleppen, scheiterte, als die Ōi zerbrach und bei 13° 12′ N, 114° 52′ O unterging. 368 Besatzungsmitglieder konnten gerettet werden, 153 Seeleute wurden getötet.